# Jaime Sodré (pugilista)
Jaime Sodré de França (Ipirá, 7 de dezembro de 1955) é um boxeador brasileiro. Competiu nos Jogos Olímpicos de Verão de 1980.

## Carreira
Sua carreira no esporte começou no futebol durante a adolescência, na Zona Norte de São Paulo. Convidado por um amigo para assistir a um treino de boxe, passando a se interessar pelo esporte. 
Começou a competir em 1975. Disputou os Jogos Pan-Americanos de 1979, em San Juan. Em 1980, esteve nos Jogos Olímpicos de Moscou, na Rússia. Perdeu na estreia para o britânico Anthony Willis.
Lutou profissionalmente, mas não teve uma longa carreira. Fora dos ringues, passou a ser professor de boxe em São Paulo.